# Лончка (Вишковський повіт)
Лончка (пол. Łączka) — село в Польщі, у гміні Длуґосьодло Вишковського повіту Мазовецького воєводства.
Населення — 203 особи (2011).
У 1975-1998 роках село належало до Остроленцького воєводства.

## Демографія
Демографічна структура станом на 31 березня 2011 року:
|          | Загалом | Допрацездатний вік | Працездатний вік | Постпрацездатний вік |
| -------- | ------- | ------------------ | ---------------- | -------------------- |
| Чоловіки | 105     | 21                 | 68               | 16                   |
| Жінки    | 98      | 29                 | 46               | 23                   |
| Разом    | 203     | 50                 | 114              | 39                   |